# بایو الورس (لوئیزیانا)
بایو الورس (به انگلیسی: Bayou L'Ourse) یک حوزه سرشماری در ایالات متحده آمریکا است که در لوئیزیانا واقع شده‌است. بایو الورس ۱٬۹۷۸ نفر جمعیت دارد. موقعیت آن در تقاطع شاهراه اتوبان ۶۶۲ است و ۱۲ مایل (۲۹کیلومتر) در غرب تیبدوو لوئیزیانا است و مساحت آن ۷٫۱ کیلومتر مربع است.